# جزين (مقاطعة بجستان)
جزین (مقاطعة بجستان) (بالفارسية: جزین) هي قرية تقع في إيران في قسم جزين الريفي. يقدر عدد سكانها بـ 2,033 نسمة .